# Информационные правоотношения
Информационные правоотношения — это общественные отношения, урегулированные правом, субъекты которых являются носителями взаимных информационных прав и обязанностей .

## Понятие информационных правоотношений
В юридической доктрине не содержится общепризнанного определения понятия информационных правоотношений.
Так, например, В.А. Копылов понимает под информационным правоотношением «урегулированное информационно-правовой нормой информационное общественное отношение, стороны которого выступают в качестве носителей взаимных прав и обязанностей, установленных и гарантированных информационно-правовой нормой».
По мнению А.Б. Венгерова в качестве информационных выступают социальные отношения, имеющие техническо-организационную сторону и социальное содержание, выделяющиеся на определенном этапе развития общества для достижения целей автоматизации управления; эти «диагональные» отношения складываются в сфере управления народным хозяйством между работниками, их коллективами в процессе регистрации, сбора, передачи, хранения и обработки информации. Они носят объективный характер, т. е. облекаются в объективную материальную форму.
Информационное отношение (по сути «реальное» или «фактическое» отношение, входящее в предмет информационного права) можно также определить как волевое общественное отношение, где информация выступает благом, по поводу которого возникают права и обязанности субъектов, поэтому как объект правового регулирования информационное отношение появляется не сразу, а на определенном этапе развития общества и технических средств обработки информации.
Информационное правоотношение — это собирательное понятие, включающее в себя урегулированные информационным законодательством различные по правовой природе общественные отношения, объединенные связью с особым объектом (благом особого рода) - информацией. Это благо особого рода состоит и проявляется в неразрывной связи (двуединстве) информации со своим носителем.

## Признаки информационных правоотношений
К признакам информационных правоотношений относится:
1. Сознательно волевой характер. Это значит, что любое информационное правоотношение возникает по воле сторон, самих субъектов этих отношений. Волевой характер проявляется в том, что нормы информационного права, фиксирующие данные отношения, формируются в результате сознательно волевой деятельности людей, а также в сознательно волевом характере реализации прав и обязанностей лиц, находящихся в правоотношениях. При этом для установления информационных правоотношений не обязательна воля всех его субъектов, в ряде случаев достаточно воли одного[5].
2. Возникновение на основе норм информационного права. Информационное правоотношение персонифицирует содержание правовых предписаний, вытекающих из информационно-правовых норм. Взаимосвязь между нормами права и правоотношениями заключается в следующем: нормы информационного права определяют форму и содержание правоотношений; правоотношения воплощают требования правовых норм в жизнь[5].
3. Взаимная реализация прав и обязанностей субъектов правоотношений, составляющая содержание информационных правоотношений, при соответствии объема информационных прав объему обязанностей. Наличие всякого права у одного субъекта предполагает существование обязанности по его реализации у другого. Так, по договору с информационным провайдером о доступе в Интернет одна сторона (потребитель) обязана оплатить данную услугу в срок, указанный в договоре, а другая (поставщик услуги) - качественно обслуживать клиента и выполнять другие его законные требования[5].
4. Индивидуализированный характер информационных правоотношений. Означает, что в рамках двусторонних или многосторонних правовых связей действуют индивидуально-определенные субъекты информационного права, обладающие определенным объемом прав и обязанностей[5].
5. Обеспечение государством возникновения, существования и прекращения информационных правоотношений. Данное положение, однако, не означает, что государство во всех случаях выступает инициатором возникновения информационных правоотношений. Например, в процессе заключения сетевого договора в рамках интернет-банкинга между банком и его клиентом государство непосредственного участия не принимает, но гарантирует, охраняет и защищает права субъектов правоотношений, применяя в необходимых случаях принудительную силу к обязанным субъектам. Если одна из сторон не выполняет обязанностей, предусмотренных договором, другая вправе обратиться в государственные органы (в частности, в суд) за защитой собственного права[5].

## Структура и состав информационных правоотношений
Под структурой информационных правоотношений понимается внутреннее строение и взаимосвязь элементов такого правового отношения.
Структуру информационных правоотношений, как, впрочем, и структуру любых правовых отношений, образуют следующие три элемента:
1. субъекты правоотношения;
2. юридическое содержание правоотношения;
3. объект правоотношения[6].

Естественно, субъекты информационных правоотношений - это их участники (стороны).
В первую очередь, необходимо различать понятия «участник (субъект) информационного правоотношения» и «субъект информационного права». Субъектами информационного права выступают все лица в том или ином качестве, могущие являться сторонами общественных отношений, регулируемых информационным правом. В самом общем виде они могут быть названы субъектами права, на которых направлено действие информационно-правовых норм.
В свою очередь, участниками конкретных информационных правоотношений субъекты информационного права становятся только с момента их вступления в качестве стороны в конкретные регулируемые информационно-правовыми нормами общественные отношения. При этом следует учитывать, что информационные правоотношения системны, но неоднородны и состоят из отношений различных видов (экономических, гуманитарных и т. д.). Поэтому отдельные субъекты информационного права могут и не выступать участниками некоторых видов информационных правоотношений.
Категории «субъекты права» и «субъекты правоотношений» близки к тождеству, хотя в научной литературе на этот счет делаются оговорки, связанные с правосубъектностью.
По общему правилу субъектами информационного права выступают обладатели информационных прав и обязанностей, которыми они наделены информационно-правовыми нормами.
Выделяют следующие виды субъектов информационного права:
1. физические лица;
2. юридические лица;
3. государство (Российская Федерация), субъект РФ, муниципальное образование;
4. органы государственной власти и местного самоуправления, участвующие в информационных правоотношениях от имени публично-правовых образований (Российской Федерации, субъекта РФ, муниципального образования) в пределах установленных полномочий[6].

Применительно к юридическим лицам следует подчеркнуть, что по общему правилу они могут выступать в качестве субъектов правоотношений (в том числе и информационных), если удовлетворяют следующим основным признаками:
- зарегистрированы в установленном порядке либо прошли легитимацию иным способом;
- наличие соответствующей хозяйственной (предпринимательской) компетенции (общей, ограниченной или специальной);
- наличие обособленного имущества как базы для ведения такой деятельности;
- самостоятельная имущественная ответственность[8].

Юридическое содержание информационных правоотношений составляют субъективные права и юридические обязанности указанных субъектов - участников рассматриваемых правоотношений. При этом материальное содержание информационных правоотношений представляет собой поведение сторон (действие либо бездействие), связанное с реализацией принадлежащих им прав и обязанностей.
Объектом информационных правоотношений выступает то, по поводу чего или ради чего субъекты правовых отношений в информационной среде вступают в правовую связь. В качестве объекта правоотношений выступают разнообразные материальные и нематериальные блага.
В настоящее время в юридической науке вопрос об объекте правоотношения остается дискуссионным. Одни авторы считают, что некоторые виды правовых отношений вообще не имеют объекта (в качества таковых называются уголовно-правовые отношения), другие - что отрицание факта наличия объекта делает правоотношение бессмысленным.
В качестве объекта информационных правоотношений выступают разнообразные материальные (например, документированная информация, архивный фонд и т. д.) и нематериальные блага (например, правопорядок в информационной среде).
В литературе специально подчеркивается важная (особая) роль информации, как объекта информационных правоотношений. Как известно, ч. 1 ст. 5 Закона об информации прямо закреплено, что информация может являться объектом публичных, гражданских и иных правовых отношений. Вместе с тем, как известно, у гражданского права, «сложная история взаимоотношений» с информацией как объектом гражданских прав.
По общему правилу структура информационного правоотношения, с одной стороны, определяется содержанием прав и обязанностей субъектов (юридическая структура), с другой стороны, она проявляется в поведении субъектов в ходе реализации прав и обязанностей (фактическая структура). При правомерном поведении участников информационного правоотношения имеет место совпадение юридической и фактической структур информационного правоотношения, при несовпадении - нарушение информационного законодательства и как следствие - правонарушение либо преступление.
Состав правоотношения характеризует и его субъективные юридические права и обязанности.
Субъективное право — это предусмотренная нормой информационного права мера возможного поведения субъекта, участника правоотношения.
Первая и самая главная черта, которая характеризует субъективное информационное право, возможность его использования по собственному усмотрению. Этим субъективное право отличается от юридической обязанности. Субъект информационного правоотношения всегда может отказаться от использования права, которое ему принадлежит, за исключением тех случаев, когда субъективное право одновременно является юридической обязанностью.
Субъективное информационное право включает несколько правомочий:
- правомочие обладать определенным благом, что вытекает, например, из права собственности на информационные продукты, которое включает такие специфические правомочия, как владеть, пользоваться и распоряжаться определенными носителями информации (книга, СД-диск и др.);
- на совершение определенных информационных действий, т. е. лицо обладает правомочием вести себя определенным образом;
- на позволение субъекту потребовать от другого участника информационного правоотношения выполнения его юридической обязанности;
- обратиться в компетентный орган за защитой собственного субъективного права (право притязания) в случае нарушения субъективного права, невыполнения другой стороной своих обязанностей, обусловленных правоотношением[5].

Юридическая обязанность — это предусмотренная нормой информационного права мера должного поведения участника правоотношения. В отличие от субъективного права отказаться от исполнения юридической обязанности нельзя, ибо такой отказ является основанием для позитивной юридической ответственности, которая возникает, например, если субъект недобросовестно относится к исполнению обязанностей, действует вразрез с требованиями нормы информационного права (провайдер хостинга не размещает установленный в сетевом договоре объем информации на своих серверах и т. д.). Юридическая обязанность, так же как субъективное право, является мерой поведения субъекта информационного правоотношения. 

## Виды информационных правоотношений
Классификация видов информационных правоотношений:
1. По направленности информационные правоотношения подразделяются на активные, пассивные, вспомогательные информационные действия, посредническую информационно-правовую работу, а также организационные имущественные и неимущественные правоотношения[5].
2. По субъектному составу можно выделить отношения между производителями информации и информационными посредниками; информационными посредниками и обладателями информации; обладателями информации, информационными посредниками, производителями информации и потребителями[5].
3. По количеству субъектов правоотношения бывают двусторонние (между двумя субъектами, например при купле-продаже программного обеспечения; многосторонние, в которых участвуют более двух лиц, например, в рамках электронной торговли действуют продавцы, покупатели, информационные посредники, торговые посредники и другие участники)[5].
4. По целям информационные правоотношения подразделяются на регулятивные и охранительные (деликтные). Такое деление непосредственно связано с функциями информационного права. Регулятивные - это правоотношения, направленные на обеспечение развития информационных отношений. Основное их содержание - позитивное, регулятивное, а существующие охранительные моменты не выступают на первый план, а имеют вспомогательное значение, например, договорные отношения в сфере Интернета. Охранительные - это правоотношения, основным содержанием которых являются правовые запреты, ограничения либо активные обязанности соответствующих должностных лиц, предусмотренные в целях обеспечения охраны регулятивных право-отношений, в которых доминирует охранительная функция права (например, отношения по противодействию киберпреступности)[5].
5. По содержанию информационные правоотношения делятся на материальные (регулируются материальными нормами информационного права) и процессуальные (устанавливают определенный порядок или процедуру, например, по поводу разрешения индивидуальных и коллективных разногласий в информационной сфере)[5].
6. По государственной принадлежности физических и юридических лиц, закрепляемой в законодательных актах, можно выделить отношения: между отечественными и зарубежными потребителями информации; зарубежными и отечественными производителями информации; отечественными информационными посредниками и иностранными гражданами и др[5].
7. По предметным областям информационные правоотношения подразделяются на информационные правоотношения, возникающие при осуществлении поиска, получения и потребления информации, информационных ресурсов, продуктов, услуг; информационные правоотношения, возникающие при производстве, передаче и распространении информации, информационных ресурсов, продуктов, услуг; информационные правоотношения, возникающие при создании и применении информационно-телекоммуникационных систем и средств обеспечения; информационные правоотношения, возникающие при создании средств и механизмов обеспечения информационной безопасности[10].
8. В зависимости от структуры связи между субъектами информационных правоотношений они делятся на абсолютные и относительные: в абсолютных управомоченному субъекту противостоит неопределенное количество пассивно обязанных лиц, которые не вправе чинить никаких препятствий в реализации юридических возможностей управомоченного, в относительных управомоченному субъекту в качестве обязанных противостоят точно поименованные лица[10].
9. По признаку наличия государственно-властного элемента можно выделить следующие виды информационных правоотношений: публично-правовые и частноправовые отношения. Например, к публично-правовым отношениям в сети Интернет относятся: отношения, возникающие при создании и функционировании «электронного правительства» - системы, при которой права граждан на оказание им публичных услуг реализуются органами государства с помощью глобальных компьютерных сетей; отношения по лицензированию деятельности провайдеров, удостоверяющих центров и иных субъектов, по регистрации электронных СМИ и сертификации технических средств; отношения по привлечению к ответственности за информационные преступления и правонарушения, совершенные с использованием Интернета; в сфере электронной коммерции - отношения типа B2A - Business to Administration., т.к. все государственные властные функций осуществляются исключительно на основе законов и соответствующих им подзаконных правовых актов, то публично-правовые информационные отношения подлежат регулированию только правом. Например, для реального функционирования, электронного правительства, должен быть полностью расписан его механизм, в частности, закреплены права и гарантии граждан. Регулирование с помощью сетевых обычаев здесь недопустимо. Все остальные отношения, в которых отсутствует государственно-властный элемент, можно назвать частноправовыми отношениями, и здесь необходим совсем другой подход к выбору методов правового регулирования, которые должны обеспечить баланс частных и общественных интересов[10].

## Сущность информационных правоотношений в обществе
Сущность информационных правоотношений в обществе можно охарактеризовать следующим образом:
1. Данные отношения определяются объективными экономическими отношениями, основанными на многообразии форм собственности, в том числе и на информационные продукты и технологии; чаще всего они представляют собой общественные отношения свободных субъектов: граждан, СМИ, организаций и т. д[5].
2. Это отношения указанных субъектов, предусмотренные и урегулированные нормами информационного права, которые выражают идеи свободы и демократического развития личности в информационно-правовой сфере[5].
3. Они являются средством решения задач в области формирования единого информационно-правового пространства страны, защиты прав журналистов, информационного обмена, укрепления информационной безопасности и многих других[5].

## Отличия информационных правоотношений от правоотношений в других отраслях права
К отличиям информационных правоотношений от правоотношений иных отраслей права относятся следующие:
1. Участниками информационных правоотношений являются все виды субъектов права: государства, международные ассоциации, физические лица, любые виды организаций, включая органы публичной власти, юридические лица, общественные организации[11].
2. Информационные правоотношения возникают по воле участников отношений или на основе реализации международных и национальных правовых предписаний (конвенций, договоров, законов)[11].
3. Правоотношения могут возникать помимо воли одной из сторон, в результате безадресной и принудительной рассылки информации, и только при установлении источника (адреса) такой рассылки, распространения информации[11].
4. Информационные правоотношения могут быть срочными и бессрочными - длящимися независимо от воли одного из субъектов на основе закона. Это касается соблюдения правового режима информационных объектов[11].
5. В зависимости от правового режима информационного объекта предмета отношений и ролей субъектов, содержание правоотношения может быть публичным, гражданско-правовым либо смешанным, включать условия разного характера и влечь различные виды ответственности при неисполнении прав и, следовательно, обязанностей сторон правоотношений[11].
6. На большую часть информационных правоотношений распространяется режим открытости и гласности[11].